# Paraxerus ochraceus
Paraxerus ochraceus es una especie de roedor de la familia Sciuridae.

## Distribución geográfica
Se encuentran en Kenia, Somalia, Sudán, y Tanzania. 

## Hábitat
Su hábitat natural son: sabanas áridas.